# Erythraeidae
Erythraeidae Robineau-Desvoidy, 1828 è una famiglia di aracnidi dell'ordine dei trombidiformi.

## Descrizione
La maggioranza delle larve dei membri di questa famiglia sono ectoparassiti nei confronti di altri aracnidi, di millepiedi o di insetti, come ad esempio, nel genere Leptus, delle api; gli adulti sono invece predatori

## Sottofamiglie
La famiglia comprende cinque sottofamiglie, suddivise a loro volta in 55 generi e 771 specie:
- Abrolophinae
- Balaustinae
- Callidosomatinae
- Erythraeinae
- Leptinae